# IBM RT PC
La computadora IBM RT (RISC Technology Personal Computer) es una familia de computadoras para estaciones de trabajo de IBM presentada en 1986. Estas fueron las primeras computadoras comerciales de IBM que se basaron en una arquitectura de computadora con conjunto de instrucciones reducido (RISC). El RT PC utilizó el microprocesador ROMP propietario de IBM, que comercializó tecnologías pioneras con el minicomputador experimental 801 de IBM Research (el 801 fue el primer RISC). El RT PC ejecutó tres sistemas operativos: AIX, el Sistema Operativo Académico (AOS) o Pick. El rendimiento de la RT PC fue relativamente bajo en comparación con otras estaciones de trabajo contemporáneas y, como resultado, tuvo poco éxito comercial; IBM respondió con la introducción de las estaciones de trabajo RISC System / 6000 en 1990, que utilizaban un nuevo procesador RISC patentado por IBM, el POWER1. Todos los modelos de PC RT se descontinuaron en mayo de 1991. 

## Hardware
Se produjeron dos tipos básicos, una torre de escritorio y una mesa de escritorio. Ambos tipos contaban con una ranura para tarjeta especial para la tarjeta del procesador, así como tarjetas RAM específicas para la máquina.  Cada máquina tenía una ranura de procesador, una ranura de coprocesador y dos ranuras de RAM. 
Todas las PC RT soportan hasta 16 MB de memoria. Los primeros modelos se configuraron típicamente con 4 MB de memoria, modelos posteriores tuvieron 16 MB. I/O fue proporcionado por ocho ranuras de bus ISA. El almacenamiento fue proporcionado por un disco duro de 40 o 70 MB, actualizable a 300 MB.  Los gabinetes SCSI externos podrían usarse para proporcionar más almacenamiento. También fueron estándar el mouse y una pantalla direccionable de 720×512 o 1024×768 píxeles, y una pantalla de 4   Adaptador de red Token Ring de Mbit / s o adaptador Ethernet 10Base2. 

### Sistema Académico 6152
El Sistema Académico 6152 era un PS/2 Modelo 60 con una Tarjeta Adaptadora RISC, una placa de Micro Channel que contiene un ROMP, sus circuitos integrados de soporte, y hasta 8 MB de memoria.  Le permitió al PS/2 ejecutar el software ROMP compilado para el AOS. AOS se descargó de otro IBM 6150 o 6151 que también ejecuta AOS, a través de una interfaz LAN TCP / IP . 

## Software
Uno de los aspectos novedosos del diseño de RT fue el uso de un microkernel .  El teclado, el mouse, la pantalla, las unidades de disco y la red estaban controlados por un microkernel, llamado Virtual Resource Manager (VRM), que permitía el arranque y la ejecución de varios sistemas operativos al mismo tiempo.  Uno podría ejecutar el "hotkey" de un sistema operativo al siguiente usando la combinación de teclas Alt-Tab.  Cada sistema operativo, a su vez, tomaría posesión del teclado, el mouse y la pantalla.  Tanto AIX versión 2 como el sistema operativo Pick fueron portados a este microkernel.  Pick fue único en ser un sistema operativo y una base de datos unificados, y ejecutó varias aplicaciones de contabilidad.  Era popular entre los comerciantes minoristas y representaba unas 4000 unidades de ventas. 
El sistema operativo primario para la RT fue la versión 2 de AIX.  Gran parte del kernel de AIX v2 se escribió en una variante del lenguaje de programación PL/I , que resultó problemático durante la migración a AIX v3.  AIX v2 incluía compatibilidad total de redes TCP / IP , así como SNA , y dos sistemas de archivos de redes: NFS , con licencia de Sun Microsystems y Distributed Services (DS).  DS tenía la distinción de estar construido sobre SNA y, por lo tanto, ser totalmente compatible con DS en los sistemas de IBM de rango medio AS/400 y mainframe.  Para las interfaces gráficas de usuario, AIX v2 vino con X10R3 y luego con las versiones X10R4 y X11 del X Window System de MIT , junto con el conjunto de widgets Athena .  Compiladores para los lenguajes de programación C y Fortran estaban disponibles. 
Algunas PC RT también se enviaron con el Sistema Operativo Académico (AOS), un puerto IBM de 4.3BSD Unix a la PC RT.  Se ofreció a las instituciones académicas como una alternativa a AIX , el sistema operativo habitual de RT PC. AOS agregó algunas características adicionales a 4.3BSD, especialmente NFS , y un Compilador de C casi compatible con ANSI. Existió una versión posterior de AOS que se derivó de 4.3BSD-Reno, pero no se distribuyó ampliamente. 
La RT forzó un importante escalón en el desarrollo del Sistema X Window, cuando un grupo de la Universidad de Brown portó X versión 9 al sistema. Los problemas con la lectura de datos no alineados en la RT forzaron un cambio de protocolo incompatible, lo que llevó a la versión 10 a fines de 1985. 

## Venta y recepción en el mercado
El IBM RT tuvo una vida variada incluso desde su anuncio inicial. La mayoría de los observadores de la industria consideraron la RT como "no es suficiente potencia, un precio demasiado alto y demasiado tarde". Muchos pensaron que la RT era parte de la línea de computadoras para computadoras personales de IBM. Esta confusión comenzó con su nombre inicial, "IBM RT PC". Inicialmente, parecía que incluso IBM pensaba que se trataba de una computadora personal de alto nivel, dada la sorprendente falta de soporte que recibió de IBM. Esto podría explicarse por la estructura de comisiones de ventas que IBM le dio al sistema: los vendedores recibieron comisiones similares a las de la venta de una PC.  Con modelos típicamente configurados a un precio de $ 20 000, fue una venta difícil, y la falta de una comisión razonable perdió el interés de la fuerza de ventas de IBM.
Tanto el Proyecto Athena de MIT como el Instituto de Investigación en Información y Becas de la Universidad de Brown encontraron que la RT era inferior a otras computadoras. El rendimiento de la RT, en comparación con otras estaciones de trabajo Unix contemporáneas, no fue excepcional. En particular, el rendimiento de punto flotante fue pobre, y se escandalizó en la mitad de la vida con el descubrimiento de un error en la rutina de raíz cuadrada de punto flotante.
Con el modesto poder de procesamiento del sistema RT (cuando se anunció por primera vez), y con anuncios más tarde ese año por parte de otros proveedores de estaciones de trabajo, los analistas de la industria cuestionaron las instrucciones de IBM. AIX para la RT fue la segunda incursión de IBM en Unix (la primera fue PC / IX para la PC de IBM en septiembre de 1984). La falta de paquetes de software y el soporte a veces deslustrado de AIX por parte de IBM, además de los cambios a veces inusuales de los estándares de sistema operativo tradicionales, de facto UNIX, hicieron que la mayoría de los proveedores de software aceptaran el RT y AIX. La RT encontró su hogar principalmente en los mercados de CAD / CAM y CATIA, con algunas incursiones en las áreas científicas y educativas, especialmente después del anuncio de AOS e importantes descuentos para la comunidad educativa. El RT que ejecuta el sistema operativo Pick también encontró uso como sistemas de control de tiendas de compra, dada la base de datos sólida, el sistema de contabilidad y el soporte comercial general en el sistema operativo Pick.  La RT también funcionó bien como un sistema de interfaz entre los mainframes más grandes de IBM, debido a su soporte SNA y DS, y algunos de sus terminales de punto de venta, sistemas de control de tiendas y sistemas de control de talleres mecánicos.